# 道尔诺
道尔诺，是匈牙利索博尔奇-索特马尔-贝拉格州所辖的一个村。总面积4.64平方公里，总人口165，人口密度35.6人/平方公里（2011年1月1日）。